# Гильберт, Флоренс
Флоренс Гилберт (урожденная Флоренс Элла Глейстейн ; 20 февраля 1904 — 27 февраля 1991) — американская актриса немого кино 1920-х годов. Была известна тем, что играла роли второго плана вместе с такими актёрами, как Уильям Фэрбенкс и Джек Хокси.

## Биография
Флоренс Элла Глейстайн родилась у Джорджа Глейстейна и Мод Керн в Чикаго, штат Иллинойс, где росла до переезда в Лос-Анджелес в возрасте 14 лет (около 1918 года) со своим братом и матерью в надежде сделать карьеру в кино.
Именно в Лос-Анджелесе её заметил итальянский актёр, режиссёр и продюсер Монти Бэнкс. В Голливуде она работала на Al Christie и Fox Studios под сценическим псевдонимом «Флоренс Гилберт», сыграв более 50 фильмов с 1920-х годов, в том числе в фильме «Счастливая собака» (1921), где впервые вместе появились Стэн Лорел и Оливер Харди, ещё до формирования их дуэта.

## Личная жизнь и браки
Примерно в 1926 году, когда вышел «Джонстаунский потоп», она вышла замуж за предпринимателя Эштона Дирхолта и родила ему двоих детей, Ли и Кэрил Ли.
Она развелась с Дирхолтом после того, как он вернулся со съёмок «Новых приключений Тарзана» в Гватемале с коллегой по фильму Улой Холт «на буксире», и настояла на том, чтобы Холт могла жить в доме Дирхолтов.
Впоследствии она вышла замуж за создателя Тарзана, писателя Эдгара Райса Берроуза .

## Частичная фильмография
- Вниз домой (1920)
- Счастливая собака (1921)
- Большее требование (1921)
- Холмы пропавших без вести (1922)
- Ответный огонь (1922)
- Битва с Бейтсом (1923)
- Прорыв в общество (1923)
- Порождение пустыни (1923)
- Девушка в лимузине (1924)
- Шорох Купидона (1924)
- Западные вчера (1924)
- Алмазный бандит (1924)
- Плеть кнута (1924)
- Человек-четыре квадрата (1926)
- Джонстаунское наводнение (1926 г.)
- Безумный гонщик (1926)
- Возвращение Питера Гримма (1926)
- Любовь делает их дикими (1927)